# Lijst van voetbalinterlands Brazilië - Canada
Deze lijst van voetbalinterlands is een overzicht van alle officiële voetbalwedstrijden tussen de nationale teams van Brazilië en Canada. De landen speelden tot op heden vier keer tegen elkaar. De eerste ontmoeting, een vriendschappelijke wedstrijd, werd gespeeld in Edmonton op 5 juni 1994. Het laatste duel, eveneens een vriendschappelijke wedstrijd, vond plaats op 31 mei 2008 in Seattle (Verenigde Staten).

## Wedstrijden
| № | Plaats      | Datum           | Competitie                   | Wedstrijd         | Uitslag |
| - | ----------- | --------------- | ---------------------------- | ----------------- | ------- |
| 1 | Edmonton    | 5 juni 1994     | Vriendschappelijk            | Canada – Brazilië | 1 – 1   |
| 2 | Los Angeles | 12 januari 1996 | CONCACAF Gold Cup 1996       | Brazilië – Canada | 4 – 1   |
| 3 | Kashima     | 2 juni 2001     | FIFA Confederations Cup 2001 | Brazilië – Canada | 0 – 0   |
| 4 | Seattle     | 31 mei 2008     | Vriendschappelijk            | Brazilië – Canada | 3 – 2   |

## Samenvatting
| Competitie              | Totaal gespeeld | Winst Brazilië | Gelijk | Winst Canada | Doelsaldo Brazilië – Canada |
| ----------------------- | --------------- | -------------- | ------ | ------------ | --------------------------- |
| FIFA Confederations Cup | 1               | 0              | 1      | 0            | 0 − 0                       |
| CONCACAF Gold Cup       | 1               | 1              | 0      | 0            | 4 − 1                       |
| Vriendschappelijk       | 2               | 1              | 1      | 0            | 4 − 3                       |
| Totaal                  | 4               | 2              | 2      | 0            | 8 − 4                       |

Wedstrijden bepaald door strafschoppen worden, in lijn met de FIFA, als een gelijkspel gerekend.

## Details

### Eerste ontmoeting
| Canada            | 1 – 1 | Brazilië    |
| Eddy Berdusco 70' | goals | 45' Romário |

### Tweede ontmoeting
| Brazilië                                            | 4 – 1 | Canada               |
| André Luis 3' Caio 7' Sávio 14' Leandro Machado 86' | goals | 66' Tomasz Radzinski |

### Derde ontmoeting
| Canada | 0 – 0 | Brazilië |
|        | goals |          |

### Vierde ontmoeting
| Canada                             | 2 – 3 | Brazilië                              |
| Rob Friend 9' Julian de Guzman 55' | goals | 3' Diego 44' Luís Fabiano 63' Robinho |